# Neferneferura
Neferneferure (Akhetaton, ca. 1344 a.C. – Akhetaton, ca. 1339/1338 a.C.) è stata una principessa della XVIII dinastia dell'Antico Egitto,  figlia del
faraone Akhenaton e della regina Nefertiti.

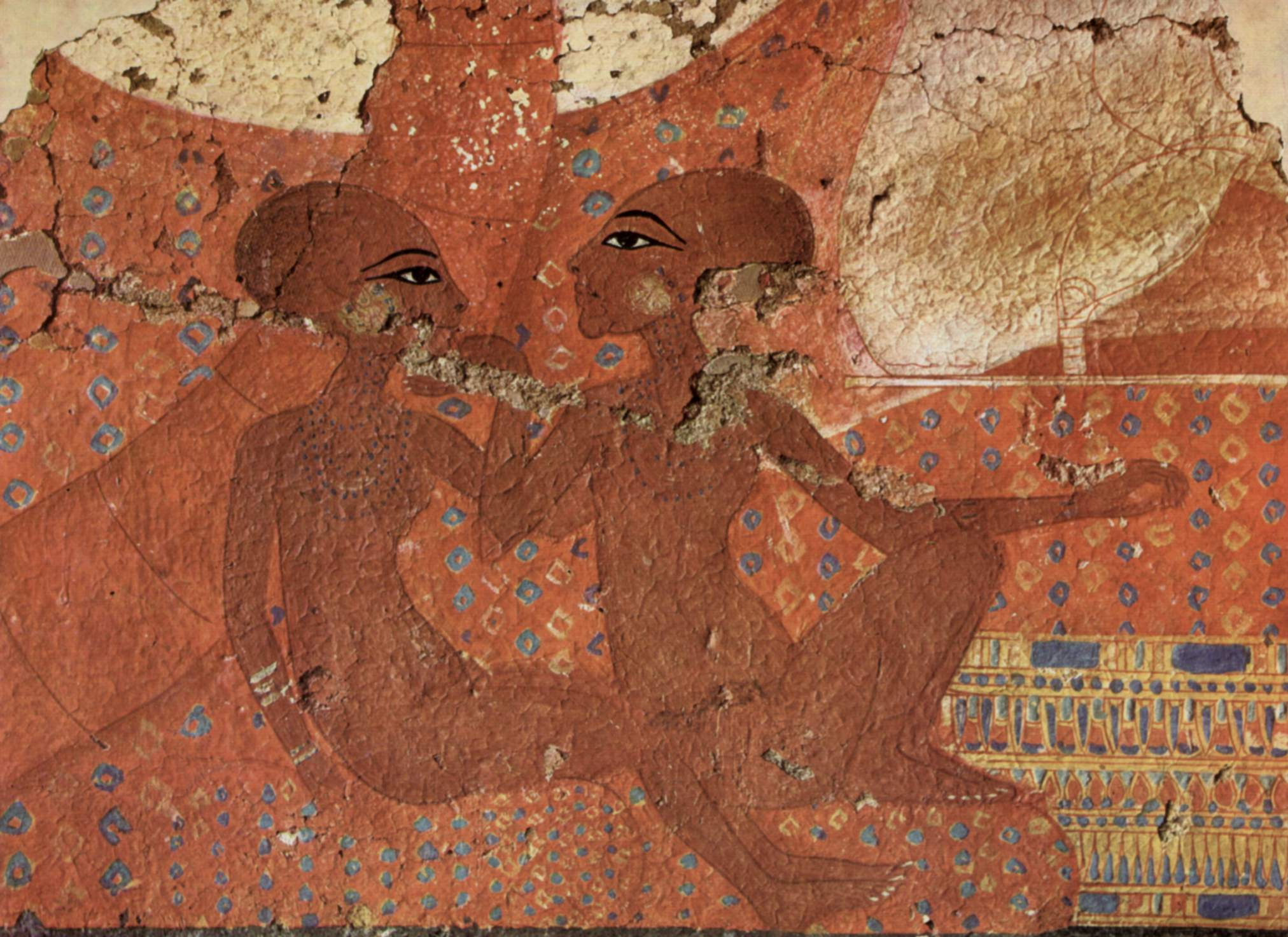
Neferneferure con la sorella maggiore Neferneferuaton Tasherit

## Biografia
Le notizie storiche che la riguardano sono veramente scarse e si riferiscono a ben poco oltre al nome e all'immagine riprodotta nelle tombe di Akhetaton. Neferneferure nacque probabilmente intorno all'8º anno di regno del padre, e morì nel 13° o 14°, epoca in cui una grave epidemia colpì l'Egitto. Da tale periodo molti nobili - tra cui la Grande Sposa Reale Nefertiti, la regina madre Tiye, la principessa Setepenra - scompaiono dalle fonti, verosimilmente vittime della malattia. Sulle pareti della terza camera delle tombe reali di Amarna sussiste una celebre rappresentazione del compianto funebre della famiglia reale sulla morte della principessa Maketaton, deceduta forse per la medesima epidemia o più probabilmente di parto: le principesse Neferneferure e Setepenra sono mancanti, forse già morte.
Da notare che a differenza delle sorelle maggiori Merytaton, Maketaton, Neferneferuaton Tasherit e Ankhesenamon, sia lei e sia Setepenra non hanno nel nome Itn ovvero Aton ma quello di Ra